# Люшины
Люшины — древний дворянский род.
Потомство Тимофея Васильевича Люшина, жалованного поместьем (1656).
Род внесён в VI часть родословной книги Курской губернии.

## Описание герба
В голубом поле крестообразно изображены золотое знамя и половина стрелы.
На щите дворянский коронованный шлем. Нашлемник: три страусовых пера. Намёт на щите голубой, подложенный золотом. Герб рода Люшиных внесён в Часть 9 Общего гербовника дворянских родов Всероссийской империи, стр. 94.

## Известные представители
- Люшин Василий — воевода в Каменном (1677—1678).
- Люшин Никифор — воевода в Верхососенском (1677—1678)[2].